# Hiệp hội Quốc tế các viện Hàn lâm
Hiệp hội Quốc tế các viện Hàn lâm (1899 - 1913) viết tắt theo tiếng Anh là IAA (International Association of Academies) là viện Hàn lâm quốc tế được thành lập với mục đích liên kết các viện Hàn lâm khác nhau trên thế giới.
Cuộc họp đầu tiên được tổ chức năm 1900 tại Paris, Pháp. Chủ tịch đầu tiên là M. J. de Goeje, một nhà Đông Phương học người Hà Lan.
Đến sát Chiến tranh thế giới thứ nhất tổ chức này ngừng hoạt động.
Năm 1918 sau Chiến tranh thế giới thứ nhất một tổ chức có tên Hội đồng Nghiên cứu Quốc tế (IRC, International Research Council) được nhóm lập  tại Paris, và năm 1919 Đại hội đầu tiên được tố chức tại Bruxelles. IRC được coi là kế tục về hoạt động khoa học. Tuy nhiên do tính bè phái theo quốc gia của giới khoa học lúc đó mà IRC không được thừa nhận là tổ chức thế giới.
Năm 1931 Hội đồng Khoa học Quốc tế (ICSU, International Council of Scientific Unions) được thành lập. ICSU không thừa nhận kế tục lịch sử của IRC, và IRC được coi là chấm dứt tồn tại vào năm này.